# Barwnica pacyficzna
Barwnica pacyficzna (Eclectus infectus) – gatunek średniej wielkości wymarłego ptaka z rodziny papug wschodnich (Psittaculidae), jeden z dwóch przedstawicieli rodzaju Eclectus (obok barwnicy, Eclectus roratus). Opisany w 2006 roku.

## Systematyka
Po raz pierwszy barwnicę pacyficzną opisano w 2006 na łamach „Pacific Science”. Za holotyp posłużyło łącznie 21 kości, odnalezionych na trzech wyspach Tonga (ʻUiha, ʻEua, Lifuka) i na jednej z wysp Vanuatu (Malekula). Jest to drugi, obok niewymarłej jeszcze barwnicy, przedstawiciel Eclectus. Epitet gatunkowy infectus oznacza z łaciny zabarwiony lub poplamiony i odnosi się do przypuszczalnie barwnego upierzenia gatunku.
Barwnicę pacyficzną opisano na podstawie holotypu – kości udowej – i paratypów, datowanych na holocen i późny plejstocen. Od E. roratus odróżniają ją m.in. solidniej zbudowane nogi i czaszka. Przedstawiciele gatunku mieli mniejsze skrzydła niż drugi żyjący gatunek Eclectus. Skok z wyspy Lifuka jest niemal identycznej długości, co u barwnicy, jednak wszystkie pozostałe kości kończyn dolnych u nowo opisanego gatunku są dłuższe.

## Wymarcie
Prawdopodobnie wymieranie barwnicy pacyficznej rozpoczęło się 3000 lat temu, kiedy Tonga i Vanuatu zaczęli zasiedlać ludzie. Możliwe, że na tongańskim archipelagu Vavaʻu barwnica pacyficzna nie wymarła co najmniej do 1793. W raporcie z wyprawy Alessandra Malaspiny na Tonga znalazła się ilustracja przedstawiająca papugę, która prawdopodobnie jest barwnicą pacyficzną. Jedynym rdzennym gatunkiem papugi na Tonga jest loreczka modroczapkowa (Vini australis); na Tonga introdukowano fidżyjkę kasztanowatą (Prosopeia tabuensis), której wygląd dzioba wyraźnie odbiega od tego u ptaka na ilustracji. Opis pod ilustracją Malaspiny brzmiał Loro de Babau | Todo verde (Papuga z Vavaʻu, cała zielona). Loreczka modroczapkowa, choć większość jej upierzenia jest zielona, ma również fragmenty upierzenia innej barwy. Do tego dziób przedstawionej na ilustracji papugi jest masywny jak u Eclectus, a okolice stawu skokowego nagie (u loreczki modroczapkowej porastają je pióra).